# Zyuzicosa
Zyuzicosa es un género de arañas araneomorfas de la familia Lycosidae. Se encuentra en Asia central.

## Lista de especies
Según The World Spider Catalog 12.0:
- Zyuzicosa afghana (Roewer, 1960)
- Zyuzicosa baisunica Logunov, 2010
- Zyuzicosa fulviventris (Kroneberg, 1875)
- Zyuzicosa gigantea Logunov, 2010
- Zyuzicosa laetabunda (Spassky, 1941)
- Zyuzicosa turlanica Logunov, 2010
- Zyuzicosa uzbekistanica Logunov, 2010
- Zyuzicosa zeravshanica Logunov, 2010